# Article 116 de la Constitution espagnole de 1978
L’article 116 de la Constitution espagnole de 1978 (en espagnol : Artículo 116 de la Constitución de 1978) institue et réglemente les états d'exception permettant au gouvernement de faire face à un péril imminent.

## Article 116
« 
1. La declaración de los estados de alarma, de excepción y de sitio no modificarán el principio de responsabilidad del Gobierno y de sus agentes reconocidos en la Constitución y en las leyes. »

« 
1. Une loi organique règlemente les états d'alerte, d'urgence et de siège, ainsi que les compétences et les restrictions correspondantes.
2. L'état d'alerte est proclamé par le gouvernement par décret approuvé en Conseil des ministres pour un délai maximum de quinze jours ; il rendra compte au Congrès des députés, réuni immédiatement à cet effet, et ce délai ne peut être prorogé sans l'autorisation de celui-ci. Le décret détermine l'étendue du territoire auquel s'appliquent les effets de la déclaration.
3. L'état d'urgence est déclaré par le gouvernement par décret approuvé en Conseil des ministres, après autorisation du Congrès des députés. L'autorisation et la proclamation de l'état d'urgence déterminent expressément les effets de celui-ci, l'étendue du territoire auquel il s'applique et sa durée, qui ne peut excéder trente jours ; il peut être prorogé pour un délai identique dans les mêmes conditions.
4. L'état de siège est déclaré à la majorité absolue du Congrès des députés, uniquement sur proposition du gouvernement. Le Congrès détermine son étendue territoriale, sa durée et ses conditions.
5. Il ne peut être procédé à la dissolution du Congrès lorsque l'un des états prévus au présent article est déclaré ; les chambres sont automatiquement convoquées si elles ne sont pas en session. Leur fonctionnement, comme celui des autres pouvoirs constitutionnels de l'État ne peut être interrompu lorsque ces états sont en vigueur. Si le Congrès était dissout ou si son mandat était achevé lorsque se produit quelque situation qui entraîne la déclaration de ces états, les compétences du Congrès seraient assumées par sa délégation permanente.
6. La déclaration des états d'alerte, d'urgence ou de siège ne modifie pas le principe de la responsabilité du gouvernement et de ses agents reconnu par la Constitution et la loi. »

## Application
La loi organique 4/1981, du 1er juin, relative aux états d'alerte, d'urgence et de siège, régit la proclamation de chacun des états, notamment des conditions prérequises.

### État d'alerte
- L'article 4 de la loi organique 1/1981 dispose que :

« 
1. El Gobierno, en uso de las facultades que le otorga el artículo ciento dieciséis, dos, de la Constitución podrá declarar el estado de alarma, en todo o parte del territorio nacional, cuando se produzca alguna de las siguientes alteraciones graves de la normalidad.
  1. Situaciones de desabastecimiento de productos de primera necesidad. »

« 
1. Le gouvernement, en application de l'article 116, alinéa 2, de la Constitution, pourra proclamer l'état d'alerte sur tout ou partie du territoire national, en raison de l'une des altérations à la normalité suivante : 
  1. Catastrophes, calamités ou malheurs publics tels que des tremblements de terre, des inondations, des incendies urbains ou forestiers ou des accidents de grande ampleur.
  2. Crises sanitaires, telles des épidémies ou des contaminations graves.
  3. Paralysie de services publics essentiels pour la communauté, [quand le service minimum ne peut être assuré].
  4. Situations de pénuries de produits de première nécessité. »

### État d'urgence
- L'article 13 de la loi organique 1/1981 dispose que :

« 
1. Cuando el libre ejercicio de los derechos y libertades de los ciudadanos, el normal funcionamiento de las instituciones democráticas, el de los servicios públicos esenciales para la comunidad, o cualquier otro aspecto del orden público, resulten tan gravemente alterados que el ejercicio de las potestades ordinarias fuera insuficiente para restablecerlo y mantenerlo, el Gobierno, de acuerdo con el apartado tres del artículo ciento dieciséis de la Constitución, podrá solicitar del Congreso de los Diputados autorización para declarar el estado de excepción. »

« 
1. Quand le libre exercice des droits et libertés des citoyens, le fonctionnement normal des institutions démocratiques, celui des services publics essentiels pour la communauté, ou tout autre aspect de l'ordre public, se trouve si gravement affectés que l'exercice des pouvoirs ordinaires se révèle insuffisant pour le rétablir ou le maintenir, le gouvernement [...] pourra solliciter au Congrès des députés l'autorisation de proclamer l'état d'urgence. »

### État de siège
- L'article 32 de la loi organique 1/1981 dispose que :

« 
1. Cuando se produzca o amenace producirse una insurrección o acto de fuerza contra la soberanía o independencia de España, su integridad territorial o el ordenamiento constitucional, que no pueda resolverse por otros medios, el Gobierno, de conformidad con lo dispuesto en el apartado cuatro del artículo ciento dieciséis de la Constitución, podrá proponer al Congreso de los Diputados la declaración de estado de sitio. »

« 
1. Quand a lieu ou menace d'avoir lieu une insurrection ou un coup de force contre la souveraineté ou l'indépendance de l'Espagne, son intégrité territoriale ou son ordre constitutionnel, qui ne puisse être résolu par d'autres moyens, le gouvernement [...] peut proposer au Congrès des députés de déclarer l'état de siège. »

## Mises en œuvre

### 2010
Le 3 décembre 2010, les contrôleurs aériens désertent massivement leurs postes de travail en se déclarant « incapables » de mener à bien leurs missions, afin de protester contre un décret d'application pris le jour même et réglementant le nombre maximum d'heures de travail par an. En raison du chaos généré, notamment la fermeture de l'espace aérien, le gouvernement de José Luis Rodríguez Zapatero se réunit dès le lendemain et proclame — pour la première fois depuis l'adoption de la Constitution — l'état d'alerte, faisant passer les contrôleurs aériens sous l'autorité du ministère de la Défense et organisant leur mobilisation.
L'espace aérien est complètement rouvert le soir même, et l'entreprise publique de gestion des aéroports AENA affirme que la situation est entièrement revenue à la normale le 6 décembre. Craignant une reprise du mouvement social, le gouvernement décide le 14 décembre de demander une prorogation d'un mois de l'état d'alerte, validée deux jours plus tard par le Congrès des députés par 180 voix pour et 131 abstentions,. L'état d'alerte est automatiquement levé le 15 janvier 2011, l'exécutif n'ayant pas demandé aux députés de l'étendre de nouveau.

### 2020
Le 15 mars 2020, le gouvernement de Pedro Sánchez proclame l'état d'alerte pour faire face aux conséquences de la pandémie de Covid-19 en Espagne, ce qui suppose le confinement général de la population avec interdiction de sortir, sauf pour réaliser des achats de première nécessité ou se rendre au travail, la fermeture des commerces de détail, la diminution de moitié de la fréquence des transports publics, la prise de contrôle de l'ensemble des forces de police par le ministère de l'Intérieur et l'attribution au ministère de la Santé du pouvoir de coordination de l'ensemble des mesures à prendre pour freiner la propagation du SARS-CoV-2.
À la demande de l'exécutif, le Congrès vote le 25 mars la prorogation de l'état d'alerte jusqu'au 11 avril par 321 voix pour et 28 voix contre. Le 9 avril, les députés approuvent une nouvelle prolongation de l'état d'alerte, jusqu'au 26 avril, avec 270 voix favorables, 54 défavorables et 25 abstentions. La session du 22 avril adopte la troisième prorogation, jusqu'au 10 mai, par 269 votes, contre 60 oppositions et 16 abstentions. Lors du scrutin concernant la quatrième prorogation, le 6 mai, le Congrès des députés accepte de maintenir l'état d'alerte en vigueur jusqu'au 24 mai avec 178 voix pour, 75 voix contre et 97 abstentions. Le 20 mai, une cinquième prorogation, jusqu'au 7 juin, est approuvée par 177 suffrages favorables, 162 défavorables et 11 abstentions. Le Congrès accorde une sixième prorogation le 3 juin avec 177 voix pour, 155 voix contre et 18 abstentions.